# Glyphuroplata nigella
Glyphuroplata nigella är en skalbaggsart som först beskrevs av Julius Weise 1907.  Glyphuroplata nigella ingår i släktet Glyphuroplata och familjen bladbaggar. Inga underarter finns listade i Catalogue of Life.